# Lijst van Japanse ministers van Milieu

## Ministers van Milieu van Japan (2001–heden)
| Minister van Milieu 環境大臣  | Minister van Milieu 環境大臣 | Minister van Milieu 環境大臣                | Ambtstermijn                     | Ambtstermijn      | Partij(en)                 | Premier(s)                  | Kabinet(en) |
| ----------------------------- | ---------------------------- | ------------------------------------------- | -------------------------------- | ----------------- | -------------------------- | --------------------------- | ----------- |
|                               | Yoriko Kawaguchi             | Yoriko Kawaguchi 川口 順子 (1941)           | 6 januari 2001                   | 1 februari 2002   | LDP                        | Yoshiro Mori (2000–2001)    | Mori II     |
| Junichiro Koizumi (2001–2006) | Yoriko Kawaguchi             | Yoriko Kawaguchi 川口 順子 (1941)           | 6 januari 2001                   | 1 februari 2002   | LDP                        | Koizumi I                   |             |
| Junichiro Koizumi (2001–2006) |                              | Hiroshi Oki                                 | Hiroshi Oki 大木 浩 (1927–2015)  | 1 februari 2002   | 30 september 2002          | Koizumi I                   | LDP         |
| Junichiro Koizumi (2001–2006) |                              | Shunichi Suzuki                             | Shunichi Suzuki 鈴木 俊一 (1953) | 30 september 2002 | 22 september 2003          | Koizumi I                   | LDP         |
| Junichiro Koizumi (2001–2006) |                              | Yuriko Koike                                | Yuriko Koike 小池 百合子 (1952)  | 22 september 2003 | 26 september 2006          | Koizumi I                   | LDP         |
| Junichiro Koizumi (2001–2006) | Koizumi II                   | Yuriko Koike                                | Yuriko Koike 小池 百合子 (1952)  | 22 september 2003 | 26 september 2006          |                             | LDP         |
| Junichiro Koizumi (2001–2006) | Koizumi III                  | Yuriko Koike                                | Yuriko Koike 小池 百合子 (1952)  | 22 september 2003 | 26 september 2006          |                             | LDP         |
|                               | Masatoshi Wakabayashi        | Masatoshi Wakabayashi 若林 正俊 (1934–2023) | 26 september 2006                | 1 augustus 2007   | LDP                        | Shinzo Abe (2006–2007)      | Abe I       |
|                               | Ichiro Kamoshita             | Ichiro Kamoshita 鴨下 一郎 (1949)           | 26 september 2006                | 1 augustus 2008   | LDP                        | Shinzo Abe (2006–2007)      | Abe I       |
|                               | Ichiro Kamoshita             | Ichiro Kamoshita 鴨下 一郎 (1949)           | 26 september 2006                | 1 augustus 2008   | LDP                        | Yasuo Fukuda (2007–2008)    | Y. Fukuda   |
|                               | Tetsuo Saito                 | Tetsuo Saito 斉藤 鉄夫 (1952)               | 1 augustus 2008                  | 16 september 2009 | NKP                        | Yasuo Fukuda (2007–2008)    | Y. Fukuda   |
|                               | Tetsuo Saito                 | Tetsuo Saito 斉藤 鉄夫 (1952)               | 1 augustus 2008                  | 16 september 2009 | NKP                        | Taro Aso (2008–2009)        | Aso         |
|                               | Sakihito Ozawa               | Sakihito Ozawa 小沢鋭仁 (1954)              | 16 september 2009                | 17 september 2010 | DP                         | Yukio Hatoyama (2009–2010)  | Y. Hatoyama |
| Naoto Kan (2010–2011)         | Sakihito Ozawa               | Sakihito Ozawa 小沢鋭仁 (1954)              | 16 september 2009                | 17 september 2010 | DP                         | Kan                         |             |
| Naoto Kan (2010–2011)         |                              | Ryu Matsumoto                               | Ryu Matsumoto 松本龍 (1951–2018) | 17 september 2010 | 27 juni 2011               | Kan                         | DP          |
| Naoto Kan (2010–2011)         |                              | Satsuki Eda                                 | Satsuki Eda 江田五月 (1941–2021) | 27 juni 2011      | 1 september 2011           | Kan                         | DP          |
|                               | Goshi Hosono                 | Goshi Hosono 細野豪志 (1971)                | 1 september 2011                 | 1 oktober 2012    | DP                         | Yoshihiko Noda (2011–2012)  | Noda        |
|                               | Hiroyuki Nagahama            | Hiroyuki Nagahama 長浜博行 (1958)           | 1 oktober 2012                   | 26 december 2012  | DP                         | Yoshihiko Noda (2011–2012)  | Noda        |
|                               | Nobuteru Ishihara            | Nobuteru Ishihara 石原伸晃 (1957)           | 26 december 2012                 | 3 september 2014  | LDP                        | Shinzo Abe (2012–2020)      | Abe II      |
|                               | Yoshio Mochizuki             | Yoshio Mochizuki 望月義夫 (1947–2019)       | 3 september 2014                 | 7 oktober 2015    | LDP                        | Shinzo Abe (2012–2020)      | Abe II      |
| LDP                           | Yoshio Mochizuki             | Yoshio Mochizuki 望月義夫 (1947–2019)       | 3 september 2014                 | 7 oktober 2015    | Abe III                    | Shinzo Abe (2012–2020)      |             |
|                               | Tamayo Marukawa              | Tamayo Marukawa 丸川珠代 (1971)             | 7 oktober 2015                   | 3 augustus 2016   | Abe III                    | Shinzo Abe (2012–2020)      | LDP         |
|                               | Koichi Yamamoto              | Koichi Yamamoto 山本公一 (1947–2023)        | 3 augustus 2016                  | 3 augustus 2017   | Abe III                    | Shinzo Abe (2012–2020)      | LDP         |
|                               | Masaharu Nakagawa            | Masaharu Nakagawa 中川雅治 (1947)           | 3 augustus 2017                  | 1 oktober 2018    | Abe III                    | Shinzo Abe (2012–2020)      | LDP         |
| LDP                           | Masaharu Nakagawa            | Masaharu Nakagawa 中川雅治 (1947)           | 3 augustus 2017                  | 1 oktober 2018    | Abe IV                     | Shinzo Abe (2012–2020)      |             |
|                               | Yoshiaki Harada              | Yoshiaki Harada 原田義昭 (1944)             | 1 oktober 2018                   | 11 september 2019 | Abe IV                     | Shinzo Abe (2012–2020)      | LDP         |
|                               | Shinjiro Koizumi             | Shinjiro Koizumi 小泉進次郎 (1981)          | 11 september 2019                | 4 oktober 2021    | Abe IV                     | Shinzo Abe (2012–2020)      | LDP         |
| LDP                           | Shinjiro Koizumi             | Shinjiro Koizumi 小泉進次郎 (1981)          | 11 september 2019                | 4 oktober 2021    | Yoshihide Suga (2020–2021) | Suga                        |             |
|                               | Tsuyoshi Yamaguchi           | Tsuyoshi Yamaguchi 山口壯 (1954)            | 4 oktober 2021                   | 10 augustus 2022  | LDP                        | Fumio Kishida (2021–2024)   | Kishida I   |
| Kishida II                    | Tsuyoshi Yamaguchi           | Tsuyoshi Yamaguchi 山口壯 (1954)            | 4 oktober 2021                   | 10 augustus 2022  | LDP                        | Fumio Kishida (2021–2024)   |             |
|                               | Akihiro Nishimura            | Akihiro Nishimura 西村明宏 (1960)           | 10 augustus 2022                 | 13 september 2023 | LDP                        | Fumio Kishida (2021–2024)   |             |
|                               | Shintaro Ito                 | Shintaro Ito 伊藤信太郎 (1953)              | 13 september 2023                | 1 oktober 2024    | LDP                        | Fumio Kishida (2021–2024)   |             |
|                               | Keiichiro Asao               | Keiichiro Asao 浅尾 慶一郎 (1964)           | 1 oktober 2024                   | heden             | LDP                        | Shigeru Ishiba (2024–heden) | Ishiba I    |
| Ishiba II                     | Keiichiro Asao               | Keiichiro Asao 浅尾 慶一郎 (1964)           | 1 oktober 2024                   | heden             | LDP                        | Shigeru Ishiba (2024–heden) |             |